# Teretni vagon
Teretni vagon je željezničko vučeno vozilo namijenjeno isključivo prijevozu tereta.
Prema osnovnoj podjeli teretne vagone možemo podijeliti na:
- zatvorene vagone
- otvorene vagone s visokim ili niskim stranicama
- vagoni platoi (labudice)
- specijalni teretni vagoni
  - vagoni hladnjače
  - vagoni cisterne
  - vagoni sa spremnicima
  - vagoni za prijevoz žive stoke
  - vagoni sa samoutovarnim funkcijama...

## Galerija slika
- Španjolski vagon serije Laagrss u Vinkovcima
- Zatvoreni vagon
- Vagon cisterna
- Vagon sa spremnicima

## Vanjske poveznice
- Analiza obrta teretnog vagona u željezničkom prometu. unizg.hr. Sveučilište u Zagrebu, Fakultet prometnih znanosti. Inačica izvorne stranice arhivirana 21. travnja 2021. Pristupljeno 21. travnja 2021.